# Trichoncus trifidus
Trichoncus trifidus là một loài nhện trong họ Linyphiidae.
Loài này thuộc chi Trichoncus. Trichoncus trifidus được J. Denis miêu tả năm 1965.